# Autódromo Internacional Ayrton Senna (Caruaru)
O Autódromo Internacional Ayrton Senna está localizado na cidade de Caruaru, Pernambuco. O nome é uma homenagem ao piloto Ayrton Senna

## História
Foi inaugurado em 13 de dezembro de 1992, com 3.180m de pista onde sua largura varia entre 9m à 16m. É considerado um circuito seletivo de média velocidade. Fórmula Truck, motociclismo e outras competições ocorrem no autódromo.

## Galeria

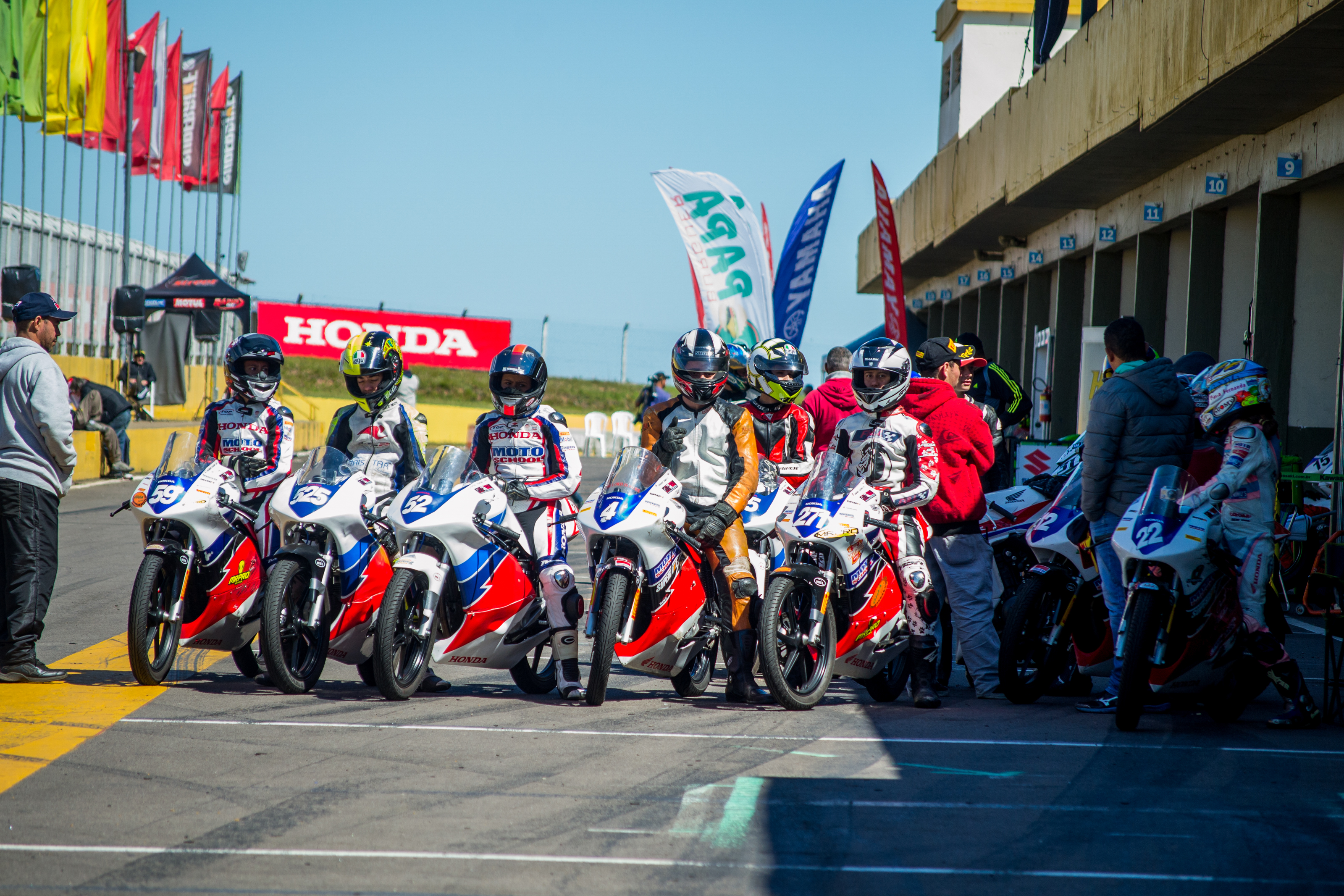
Circuito SuperBike Brasil de 2015.
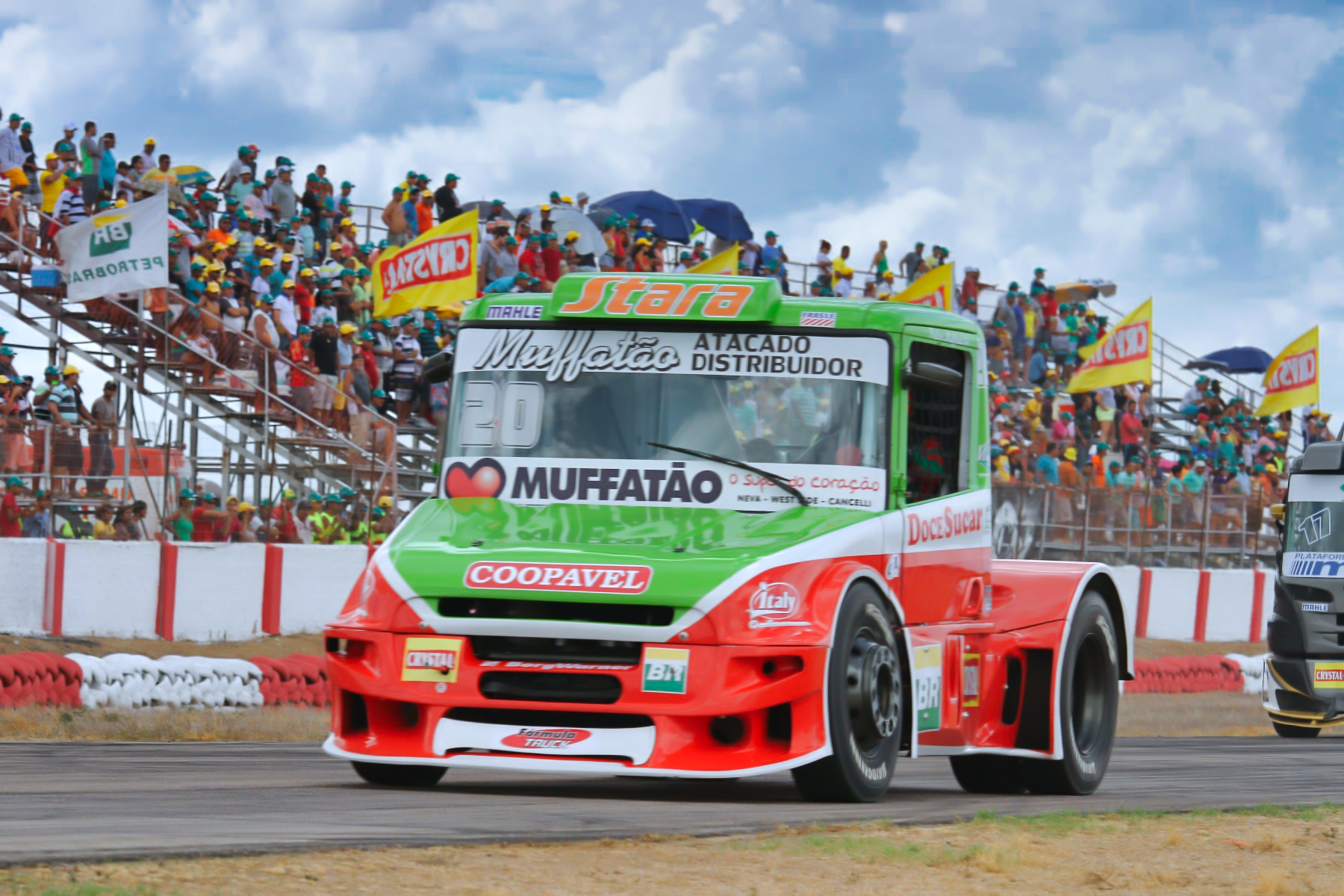
Fórmula Truck no circuito.